# Tworóg
Tworóg (niem. Tworog) – wieś w Polsce położona w województwie śląskim, w powiecie tarnogórskim, w gminie Tworóg, siedziba tejże gminy.
W latach 1975–1998 miejscowość należała administracyjnie do województwa katowickiego.

## Położenie
Tworóg leży przy drodze krajowej nr 11, na odcinku pomiędzy Tarnowskimi Górami a Lublińcem. Otoczony jest lasami sosnowymi. Przepływa tutaj rzeka Stoła wraz z dopływami Blaszynówką i Brzeźnicą. Historycznie leży na Górnym Śląsku.

## Nazwa
Według niemieckiego językoznawcy Heinricha Adamy’ego nazwa miejscowości wywodzi się od polskiej nazwy białego sera – twarogu, którego wytwarzaniem mieli zajmować się tutejsi mieszkańcy. Nie istnieje jednak jakikolwiek przekaz historyczny mówiący o produkcji tu sera na znaczącą skalę, który potwierdzałby tę hipotezę.
Górnośląski kapłan i historyk regionalny ks. Jan Chrząszcz podaje, iż nazwa Tworóg pochodzi od nazwiska mistrza kuźniczego Jana Tworoga.
W alfabetycznym spisie miejscowości na terenie Śląska wydanym w 1830 roku we Wrocławiu przez Johanna Knie, wieś występuje pod nazwą Tworog. Spis ten wymienia również części i przysiółki wsi: Graniczny Młyn, Thiergarten oraz Zielona. W okresie hitlerowskiego reżimu w latach 1936–1945 nazistowska administracja III Rzeszy zmieniła nazwę na nową, całkowicie niemiecką – Horneck.

## Historia
Tworóg powstał jako osada przy kuźnicy żelaza założonej na rzece Stole i datowanej na 1530 r. Z początku wchodził w skład cesarskich dóbr toszecko-pyskowickich, którymi na przełomie XVI i XVII w. zarządzała rodzina Redern najpierw dzierżawiąc je od Habsburgów, a następnie wykupując na własność. Pierwszymi prywatnymi właścicielami Tworoga jako ośrodka samodzielnych dóbr była pochodząca z Tyrolu rodzina Colonna-Fels.
Żona hrabiego Kaspra Colonny odziedziczyła w 1638 r. dobra toszecko-pyskowickie po śmierci swojej matki, która to rok wcześniej została ich dziedziczką jako siostra bezdzietnie zmarłego właściciela z rodziny Redern. Dobra tworoskie obejmujące Tworóg oraz okoliczne wsie wydzielono w 1660 r. z dóbr toszecko-pyskowickich po śmierci Kaspra Colonny jako majątek dla starszego z jego dwóch synów, Jerzego Leonarda Colonny.
Przez kolejne lata Tworóg przechodził w ręce innych rodów. W latach 1684–1757 wieś należała do rodziny Verdugo, w 1758–1807 ponowne do Colonnów, w 1807–1818 do Gastheimbów, a w 1818–1826 do Renardów. W 1826 r. miejscowość kupiła koszęcińska linia rodziny książęcej Hohenlohe-Ingelfingen, w której to rękach pozostała ona do 1945 r. Miejscowy zakład hutniczy funkcjonował tutaj w różnej postaci do drugiej połowy XIX w.
W swoim początkowym okresie Tworóg znajdował się w granicach Monarchii Habsburgów, w księstwie opolsko-raciborskim. Od 1742 r. w Królestwie Prus, a od 1918 r. w Rzeszy Niemieckiej. Podczas plebiscytu górnośląskiego minimalna większość głosujących opowiedziała się za pozostaniem wsi w granicach Rzeszy. Po 1945 r. ośrodek gminy Tworóg w Polskiej Rzeczypospolitej Ludowej.
Tworóg, pierwotnie wchodzący w skład pobliskiej parafii w Wielowsi, doczekał się ustanowienia odrębnej parafii w 1687 r. z drewnianym kościołem głównym w Kotach, którego filią stała się murowana kaplica w Tworogu. Wkrótce to Koty stały się filią, a Tworóg siedzibą parafii. W latach 1815–1817 na miejscu kaplicy wzniesiono murowany kościół.

## Zabytki
W centrum miejscowości znajduje się kilka obiektów wpisanych do rejestru zabytków:
- zespół kościelny przy ul. Kościelnej 2:
  - kościół parafialny św. Antoniego Padewskiego wybudowany w latach 1815–1817 w stylu barokowym, przebudowany w 1905 r., z ołtarzem głównym z XVII w. i organami z XIX w.,
  - cmentarz z XIX w. z kaplicą cmentarną z początku XX w., kapliczką św. Jana Nepomucena z 1800 r., figurą Matki Boskiej z końca XIX w. i krzyżem z ok. 1890 r.,
- zespół pałacowy przy ul. Zamkowej 16:
  - Pałac w Tworogu wzniesiony w XVIII w. i przebudowywany w 1802 r. na styl klasycystyczny, odnowiony w 1923 r. i odrestaurowany w 2013 r. – dach o konstrukcji mansardowej, od frontu widoczny ozdobny ryzalit środkowy z wnęką i balkonem wspartym na kolumnach,
  - barokowa kaplica pałacowa z XVIII w.,
  - dawna oficyna pałacowa z pierwszej połowy XIX w. – budynek parterowy z dachem o konstrukcji mansardowej,
- dom przy pl. Wolności 1 – budynek dawnego przytułku dla ubogich z 1826 r., drewniany i otynkowany, dach kryty gontem,
- przy rozwidleniu ul. Zamkowej i Grunwaldzkiej – kaplica przydrożna pochodząca z XVII w. i odnowiona w XIX w.

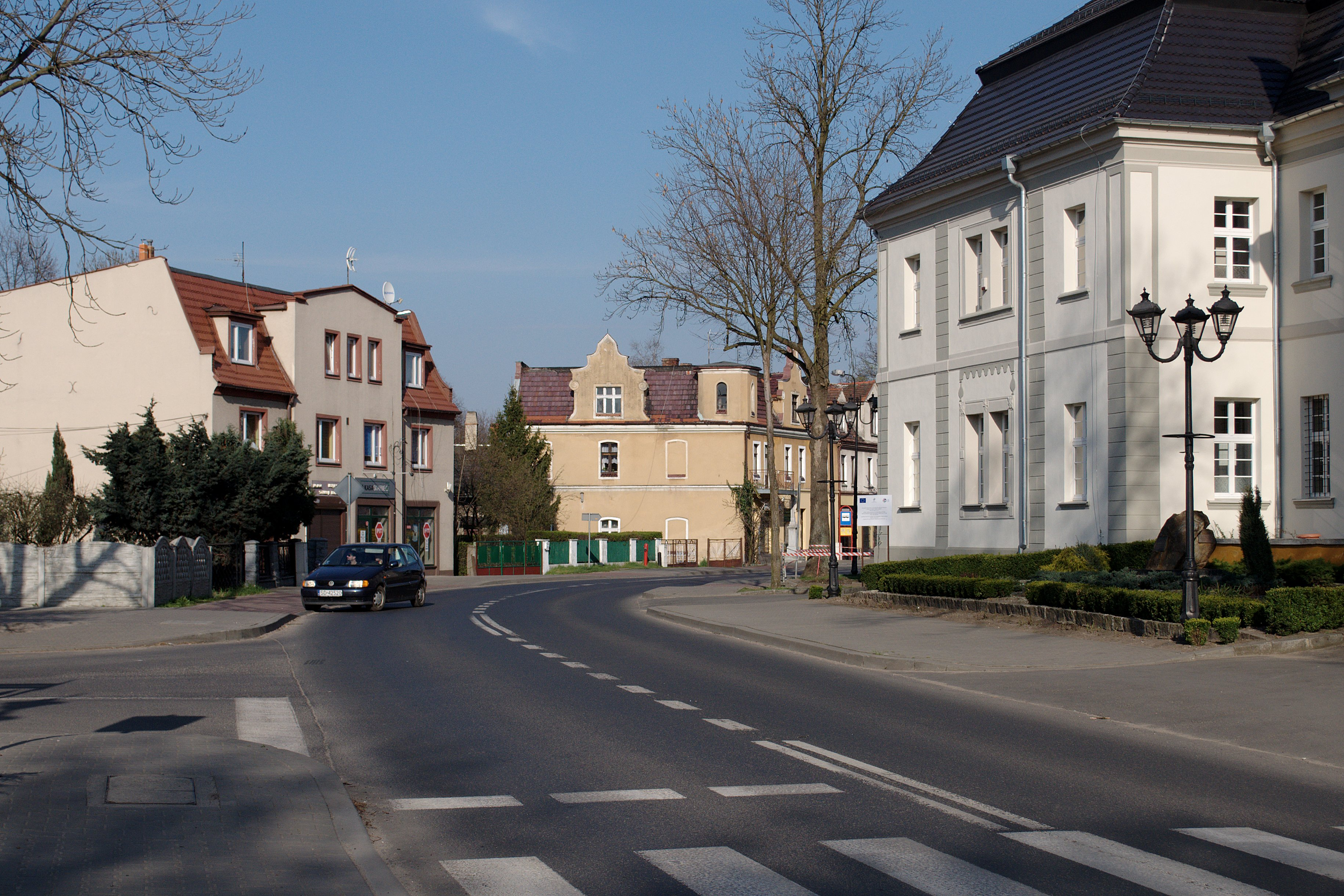
ul. Zamkowa (2014)
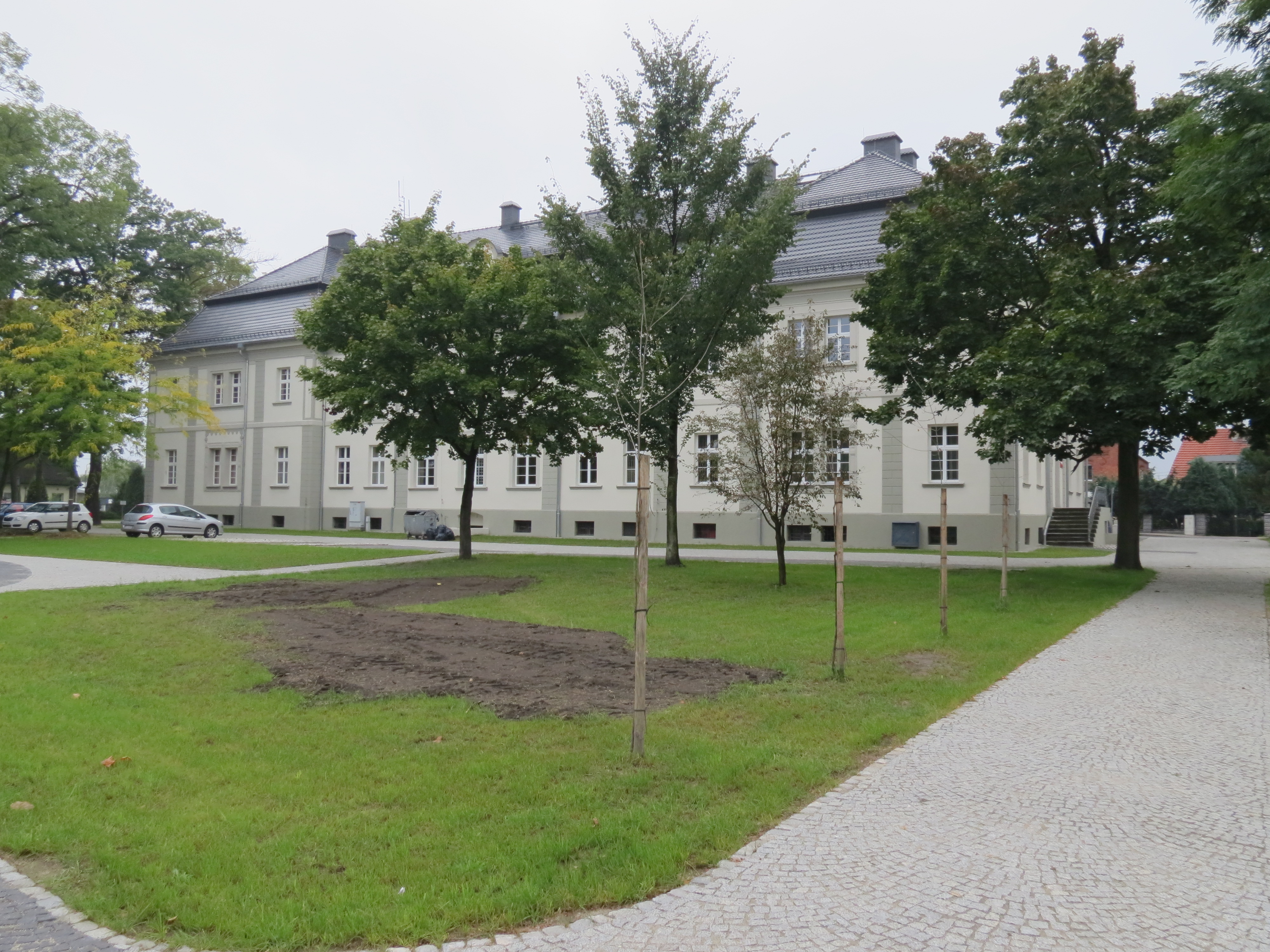
Park przypałacowy
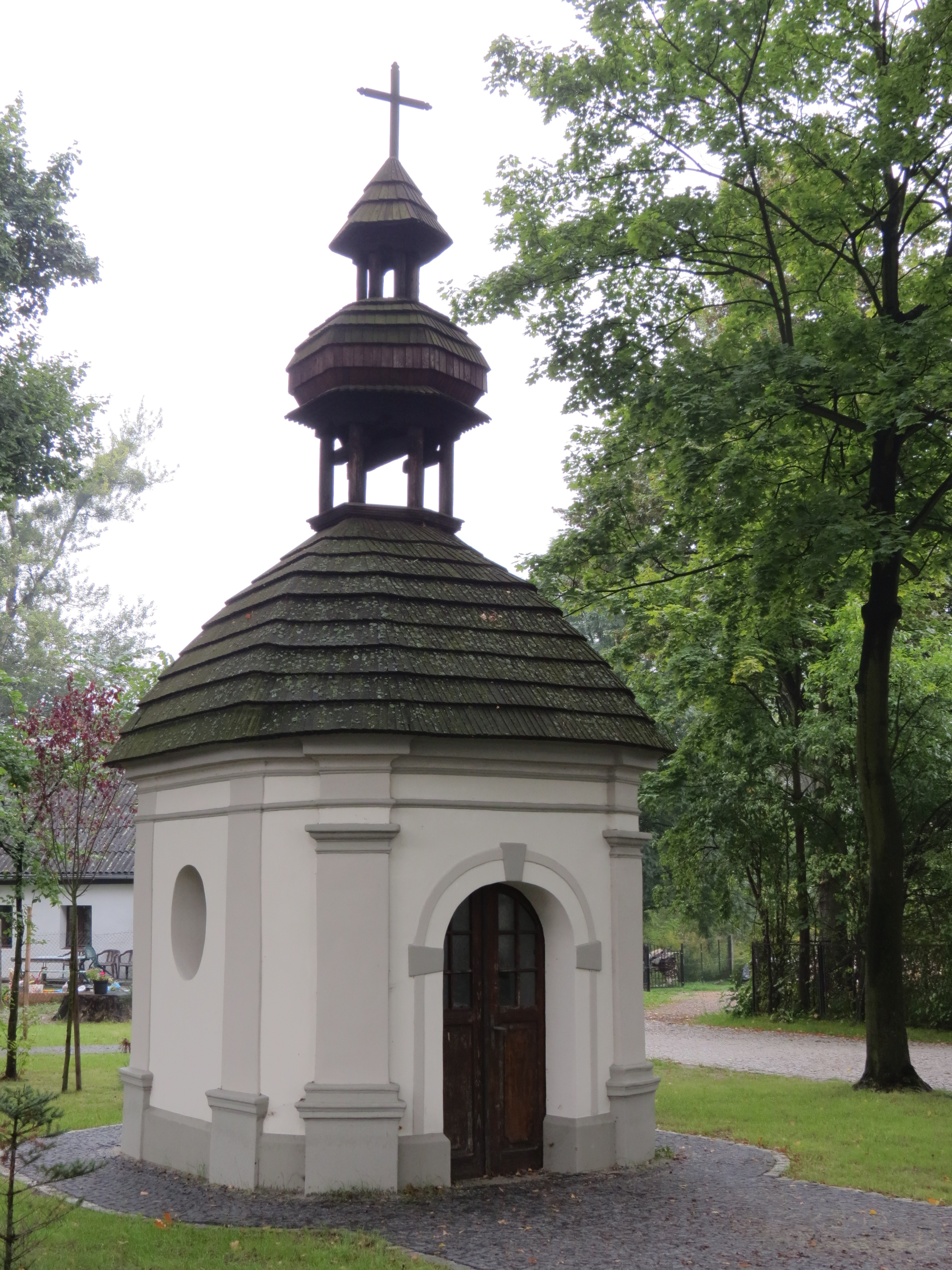
Kaplica w przypałacowym parku
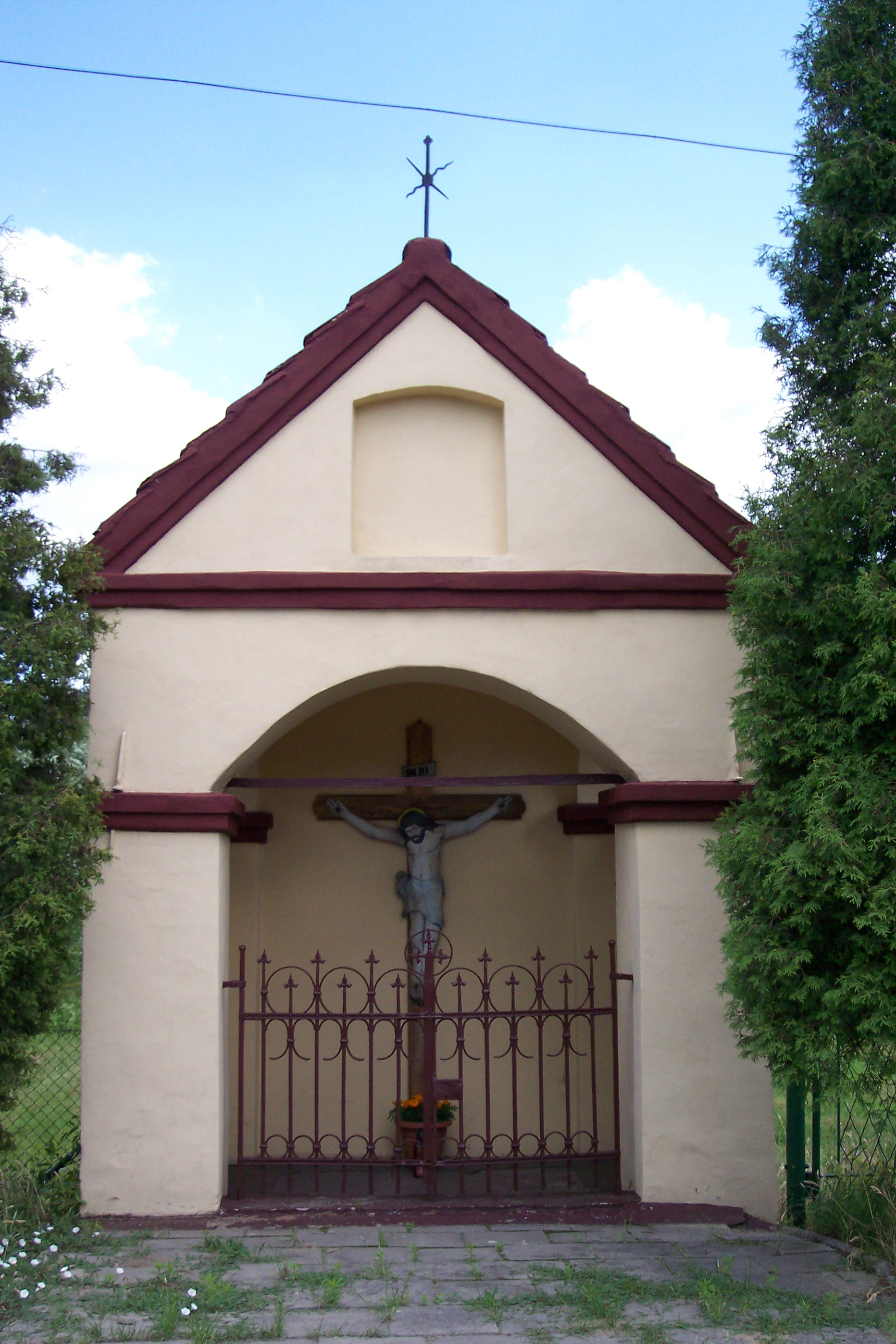
Kaplica u zbiegu ulic Zamkowej i Grunwaldzkiej
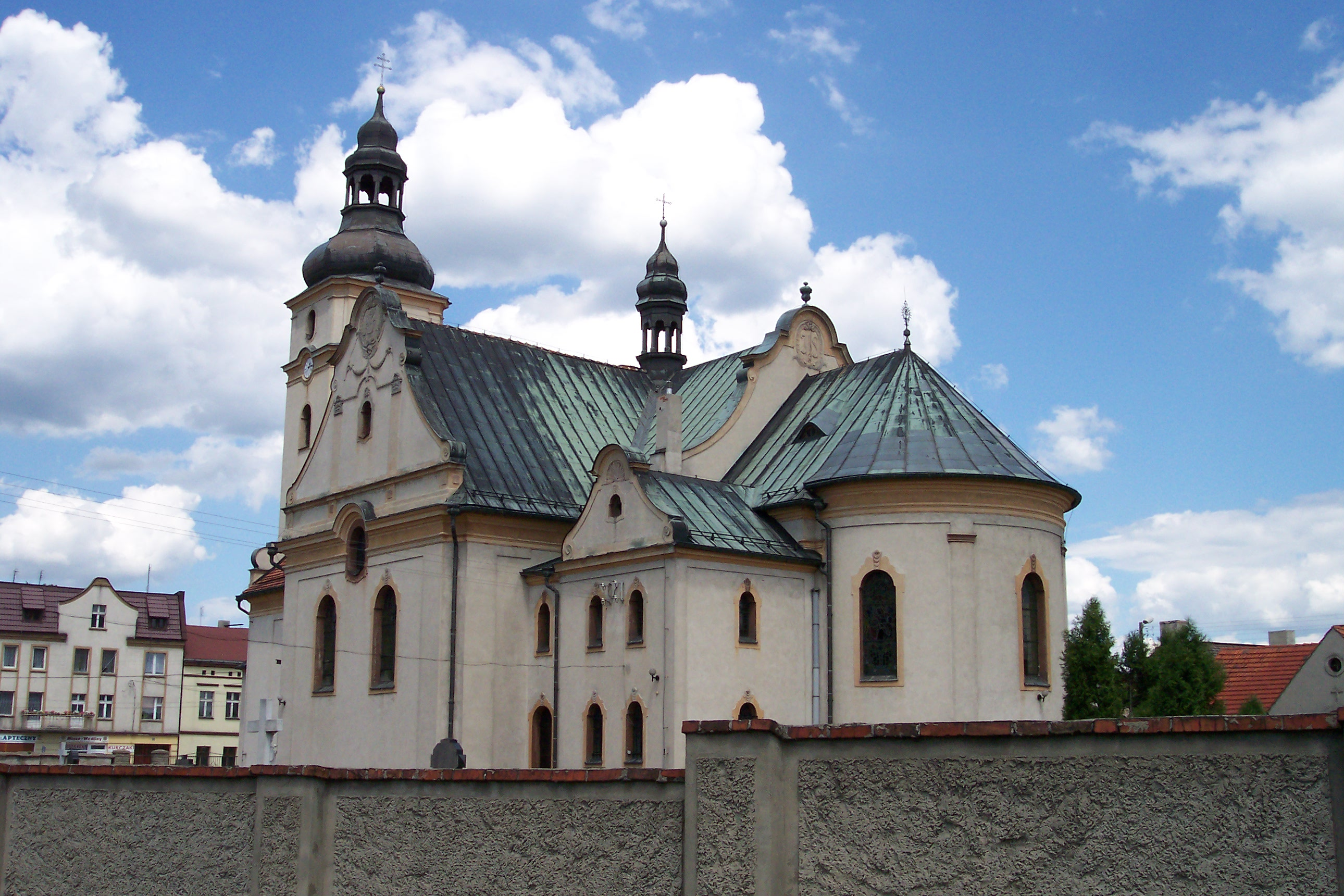
Kościół św. Antoniego
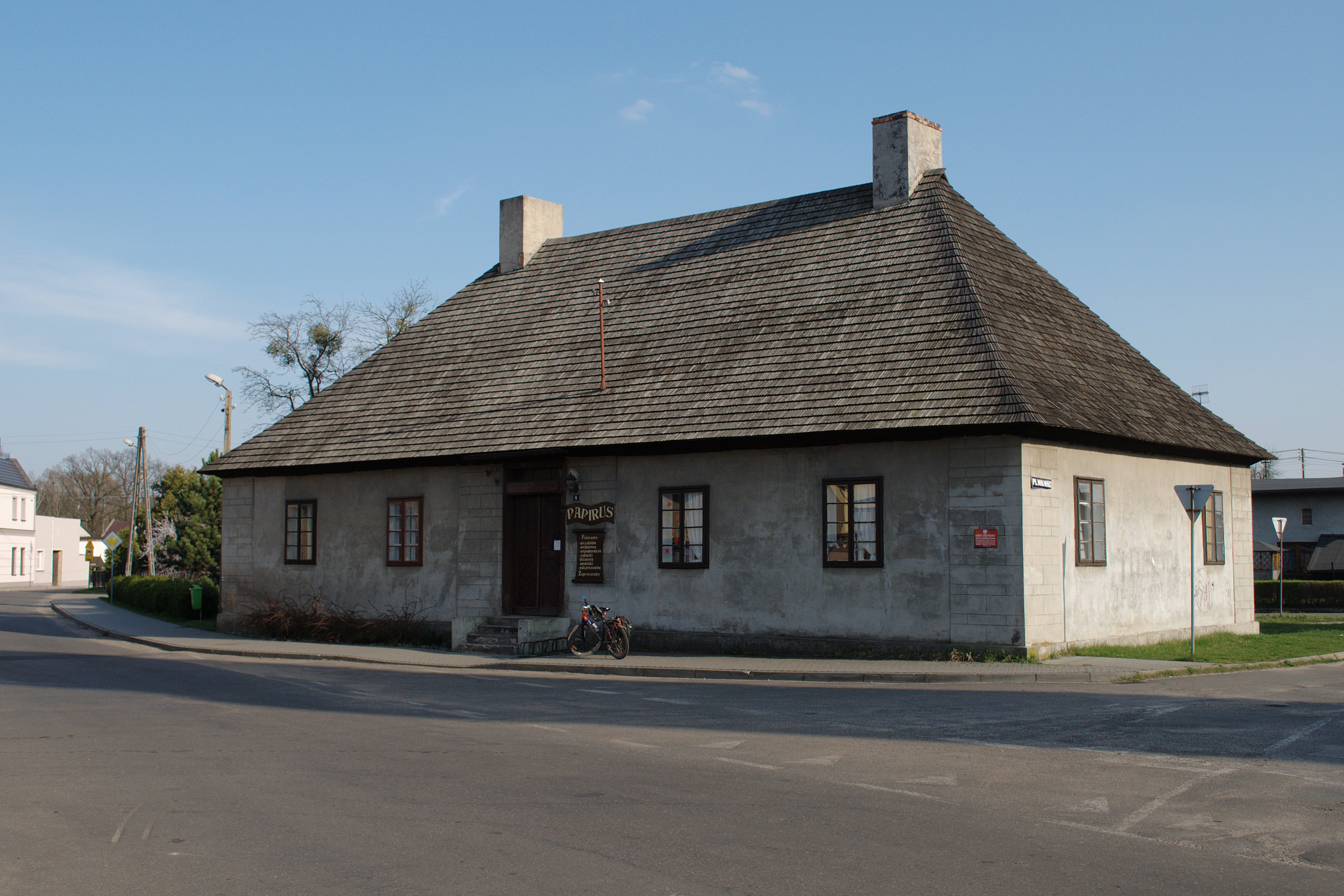
Dom przy ul. Plac Wolności 1